# Francoforte sull'Oder
Francoforte sull'Oder (in tedesco Frankfurt (Oder); in sorabo Frankobrod-Odra; in polacco Frankfurt nad Odrą) è una città extracircondariale (targa FF) di 58 818 abitanti del Brandeburgo, in Germania.
Francoforte si fregia del titolo di Kleiststadt in onore del poeta Heinrich von Kleist.

## Geografia fisica
Francoforte sull'Oder si trova nella parte orientale della Germania, al confine con la Polonia.
È situata sulla riva sinistra del fiume Oder, che segna il confine di stato. Sulla riva destra, raggiungibile con un ponte, è la città polacca di Słubice, fino al 1945 quartiere Dammvorstadt di Francoforte.
Non distante dal centro urbano si trova il lago Helenesee, creato nel 1958 sull'area di una vecchia miniera a cielo aperto.

## Storia

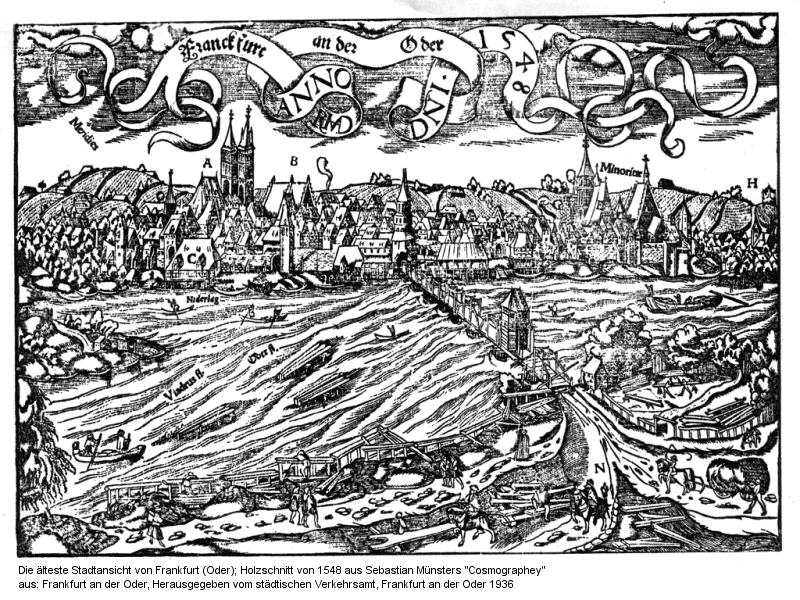
Veduta di Francoforte nel 1548 da una stampa di Sebastian Münster.

Francoforte fu fondata nel XIII secolo sul libero passaggio sul fiume. L'insediamento, chiamato Zliwitz apparteneva alla Terra di Lebus, parte della Polonia. I primi insediatori si stabilirono sulla riva occidentale dell'Oder: in seguito la città si estese anche sulla riva orientale (che oggi fa parte della Polonia). Il duca Enrico I il Barbuto Piast, concesse i diritti di base di Zliwitz nel 1225. Nel 1226 si iniziò la costruzione della chiesa di San Nicola (oggi Friedenskirche).
Nel 1249 l'insediamento divenne parte della Marca di Brandeburgo e venne nominata Brandendamm (Diga di Brandeburgo). Ricevette il Titolo di città nel 1253. Nel primo Medioevo la città dominava il commercio sul fiume tra Breslavia e Stettino. Nel 1340 Francoforte si unì per un breve periodo alla Lega anseatica.
Nel 1373, insieme alla Marca di Brandeburgo, venne acquisito Carlo IV dal margravio Ottone V nel 1373 passando alle terre della Corona di Boemia, alla quale rimase fino al 1415.
Nel 1430, Francoforte entrò a far parte della Lega anseatica, ma fu un membro solo per poco tempo.
L'Elettore del Brandeburgo fondò un'università a Francoforte, la Viadrina, il cui Rettore fu il vescovo Georg von Blumenthal (1490-1550).

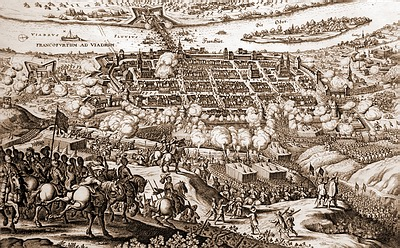
L'Assedio di Francoforte del 1631.

Nell'aprile del 1631, durante la Guerra dei Trent'anni, la città fu il sito della Battaglia di Francoforte sull'Oder tra la Svezia e il Sacro Romano Impero. Dopo un assedio di due giorni, le forze svedesi, sostenute dagli ausiliari scozzesi, hanno preso d'assalto la città. Il risultato fu una vittoria svedese.
Nel XIX secolo Francoforte accrebbe sempre più la sua importanza nel settore dei commerci. Per la sua posizione centrale nel Regno di Prussia tra Berlino e Poznań (Polonia) e sul fiume Oder intensamente trafficato, la città ospitò la seconda più grande fiera annuale sul commercio della Germania, superata in quel campo solamente da Lipsia.
A Francoforte si svolse una violenta battaglia nel 1945 quando i tedeschi la resero una fortezza per impedire ai sovietici di prendere la strada per Berlino. Dopo la Seconda guerra mondiale Francoforte si venne a trovare sul nuovo confine polacco; la parte a est dell'Oder (quartiere Dammvorstadt) diventò la città polacca di Słubice.
Dal 1952 al 1990 Francoforte fu capoluogo del distretto omonimo.
Le città di Francoforte e Słubice ora intrattengono relazioni amichevoli, e gestiscono insieme progetti e iniziative. Dopo che la Polonia è entrata a far parte dell'Unione europea il 1º maggio 2004, Francoforte ha in parte perso lo status di città di confine. Nonostante questo, nell'era post-comunista la città ha sofferto per la povertà e per la disoccupazione. La popolazione è diminuita significativamente dalle circa 87 000 persone che vi erano al tempo della riunificazione tedesca nel 1990.

## Monumenti e luoghi d'interesse

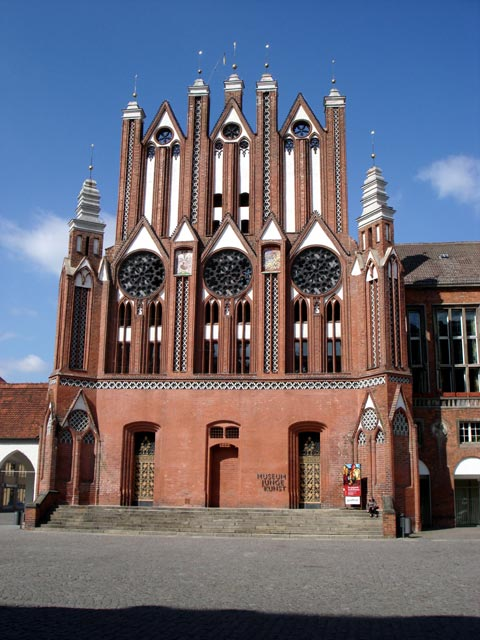
Il Municipio gotico.

- Rat der Stadt, il Municipio è il maggior monumento cittadino. Venne eretto nel 1318 nel puro stile del Gotico baltico[6].
- Marienkirche, Chiesa di santa Maria, gotica, consacrata nel 1253 e ampliata nel XV secolo[6].
- Friedenkirche
- Helene See
- Lennépark

## Cultura

### Università
Francoforte ha ospitato un'università tra il 1506 e il 1811. Fu rifondata nel 1991 con il vecchio nome, ma con un'enfasi maggiormente europea, come "Università europea Viadrina".

### Film ambientati a Francoforte
Negli ultimi anni, a Francoforte sono stati girati importanti film:
- 2002 Halbe Treppe
- 2003 Lichter
- 2004 Die Kinder sind tot
- 2004 No Exit (Documentario sui neo-nazisti)
- 2005 Kombat Sechzehn

## Società

### Evoluzione demografica
Abitanti censiti

## Geografia antropica
Appartengono alla città di Francoforte le frazioni (Ortsteil) di Booßen, Güldendorf, Hohenwalde, Kliestow, Lichtenberg, Lossow, Markendorf, Markendorf-Siedlung e Rosengarten/Pagram.

## Infrastrutture e trasporti

### Strade
Francoforte, in quanto punto di confine, è il punto terminale dell'autostrada A 12, proveniente da Berlino, e della strada federale B 5.

### Ferrovie
La stazione ferroviaria si trova sulla linea Berlino-Varsavia, e segna il confine fra la rete tedesca e quella polacca. Da Francoforte si dirama un'altra importante linea, diretta a Cottbus. Le due linee per Eberswalde e Königs Wusterhausen, di interesse locale, sono concesse ad una società privata (la Ostdeutsche Eisenbahn GmbH).

### Mobilità urbana
Il trasporto pubblico urbano è gestito dalla Stadtverkehrsgesellschaft mbH Frankfurt (Oder) (SVF). Vi è una rete tramviaria a scartamento metrico, costituita di 5 linee per complessivi 19,5 km di tracciato:
- 1 Neuberesinchen ↔ Lebuser Vorstadt
- 2 Messegelände ↔ Europa-Universität
- 3 (Markendorf -) Kopernikusstraße ↔ Europa-Universität
- 4 Markendorf ↔ Stadion
- 5 Neuberesinchen ↔ Messegelände

Vi sono inoltre 7 linee automobilistiche urbane.
È in previsione la costruzione di una linea tramviaria transfrontaliera, che colleghi Francoforte a Słubice.

## Amministrazione

### Gemellaggi
Francoforte sull'Oder è gemellata con:
- Gorzów Wielkopolski, dal 1975
- Słubice, dal 1975
- Nîmes, dal 1976
- Vantaa, dal 1987
- Heilbronn, dal 1988
- Vicebsk, dal 1991
- Kadima-Zoran, dal 1997
- Yuma, dal 1997
- Distretto di Słubice, dal 2007
- Tijuana, dal 2013
- Scandicci

## Galleria d'immagini

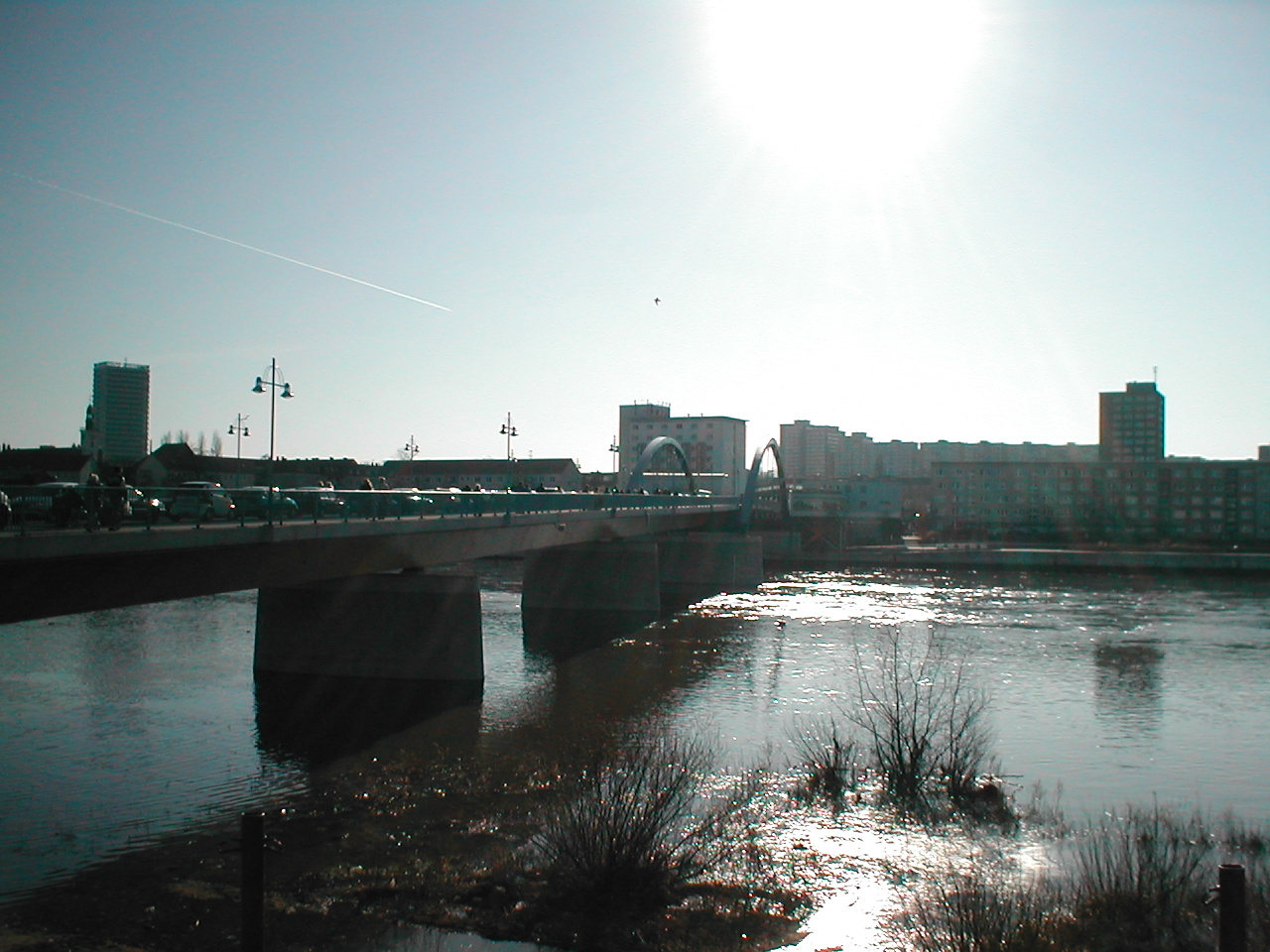
Ponte sull'Oder
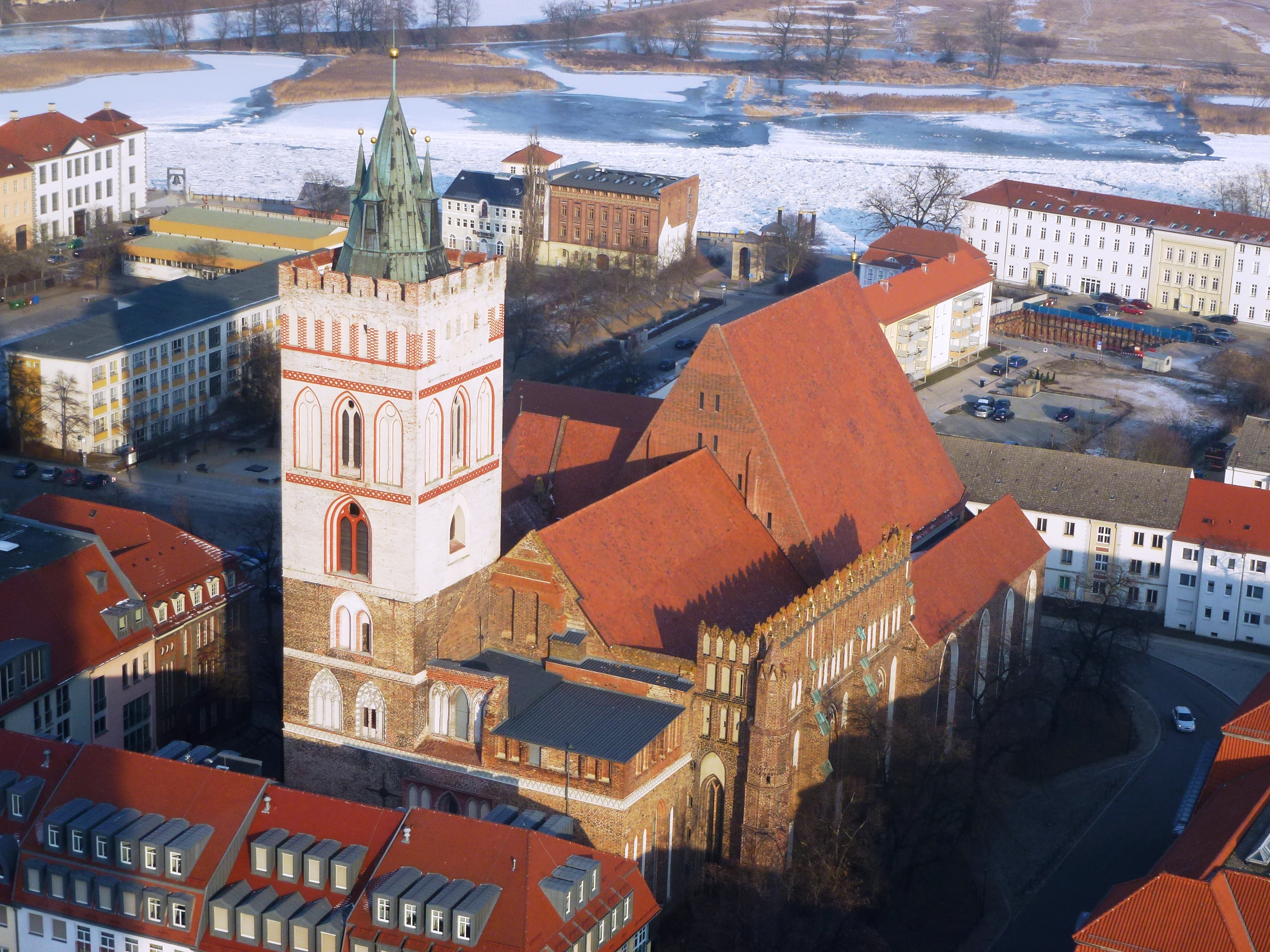
Marienkirche
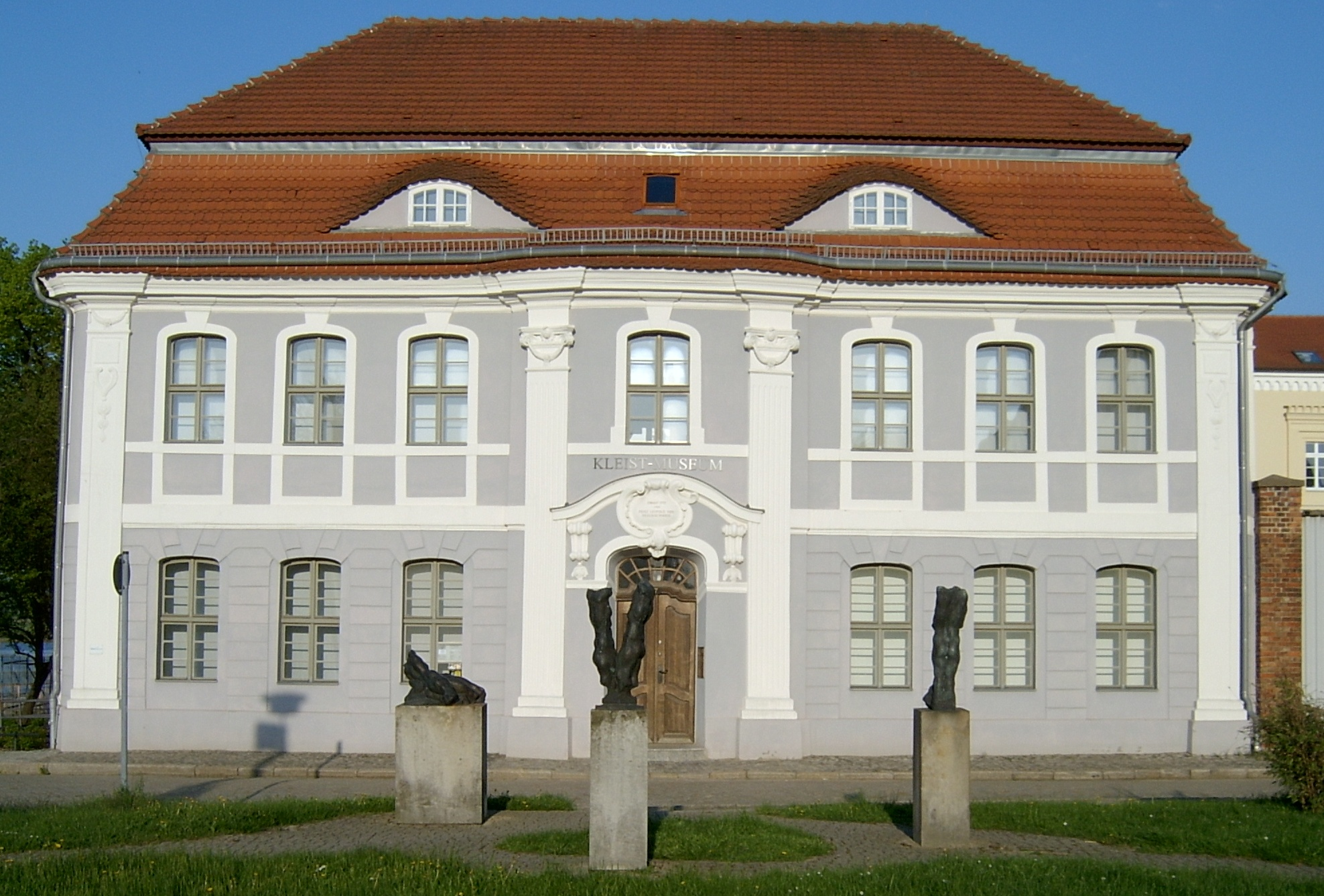
Museo Kleist
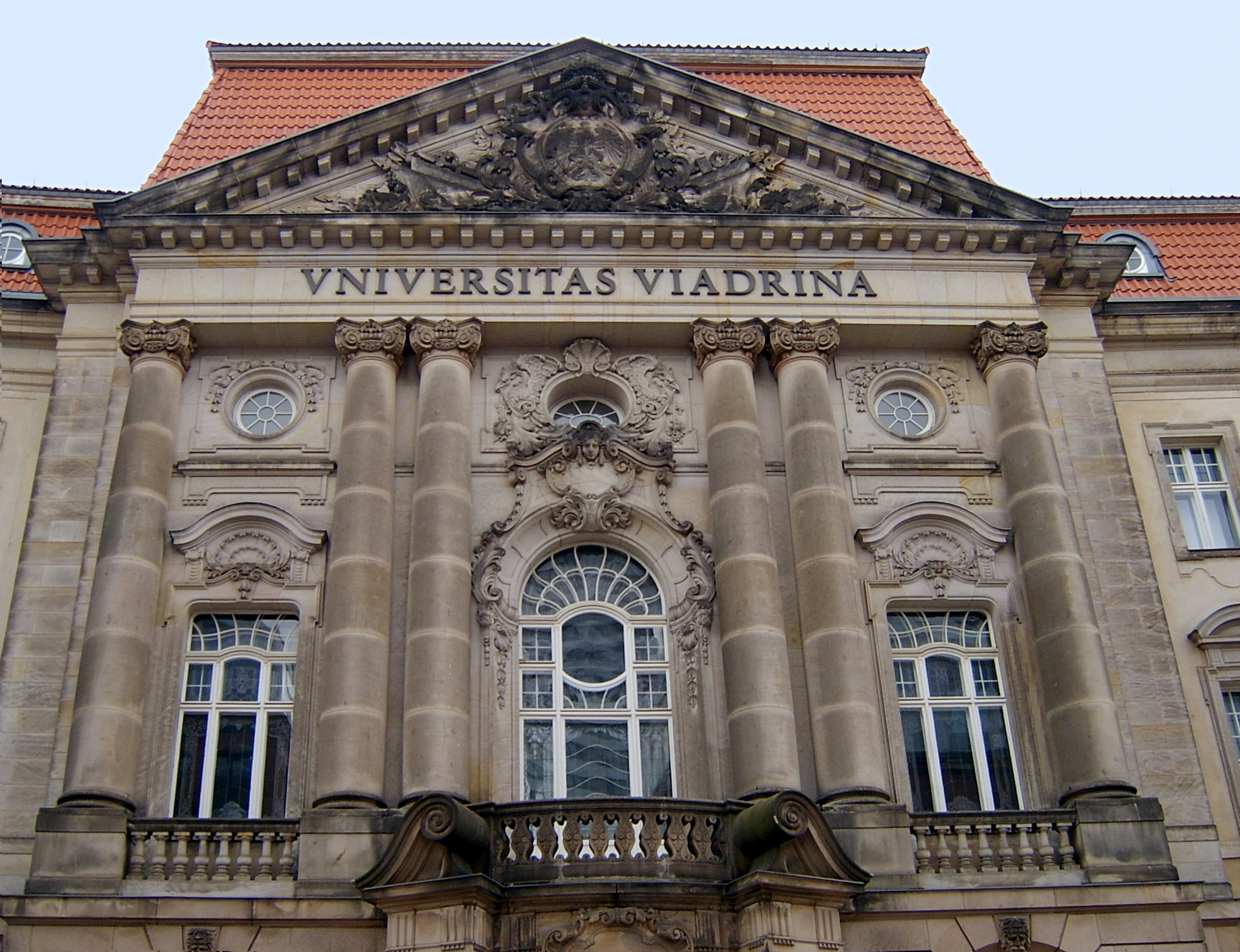
Università Europea Viadrina
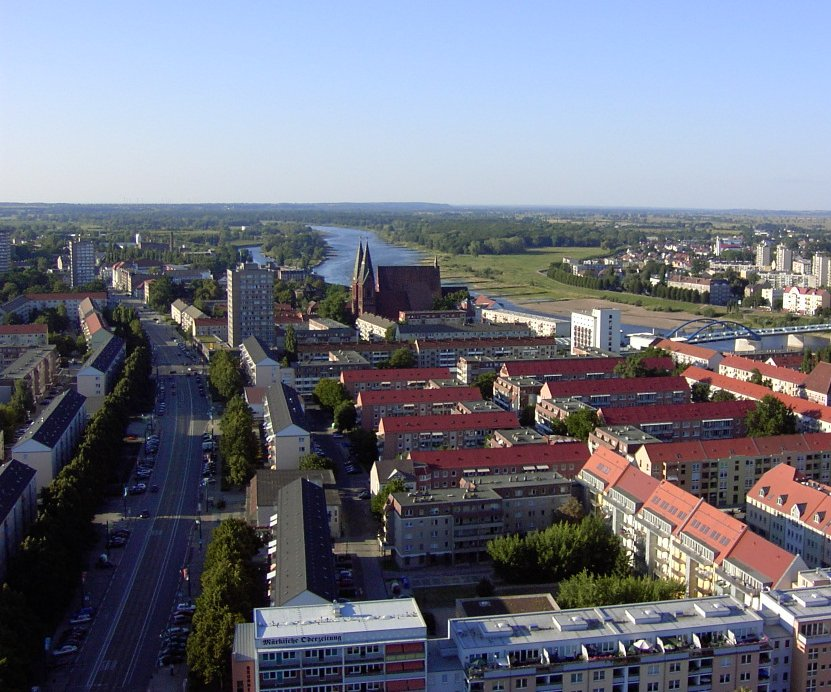
Francoforte sull'Oder
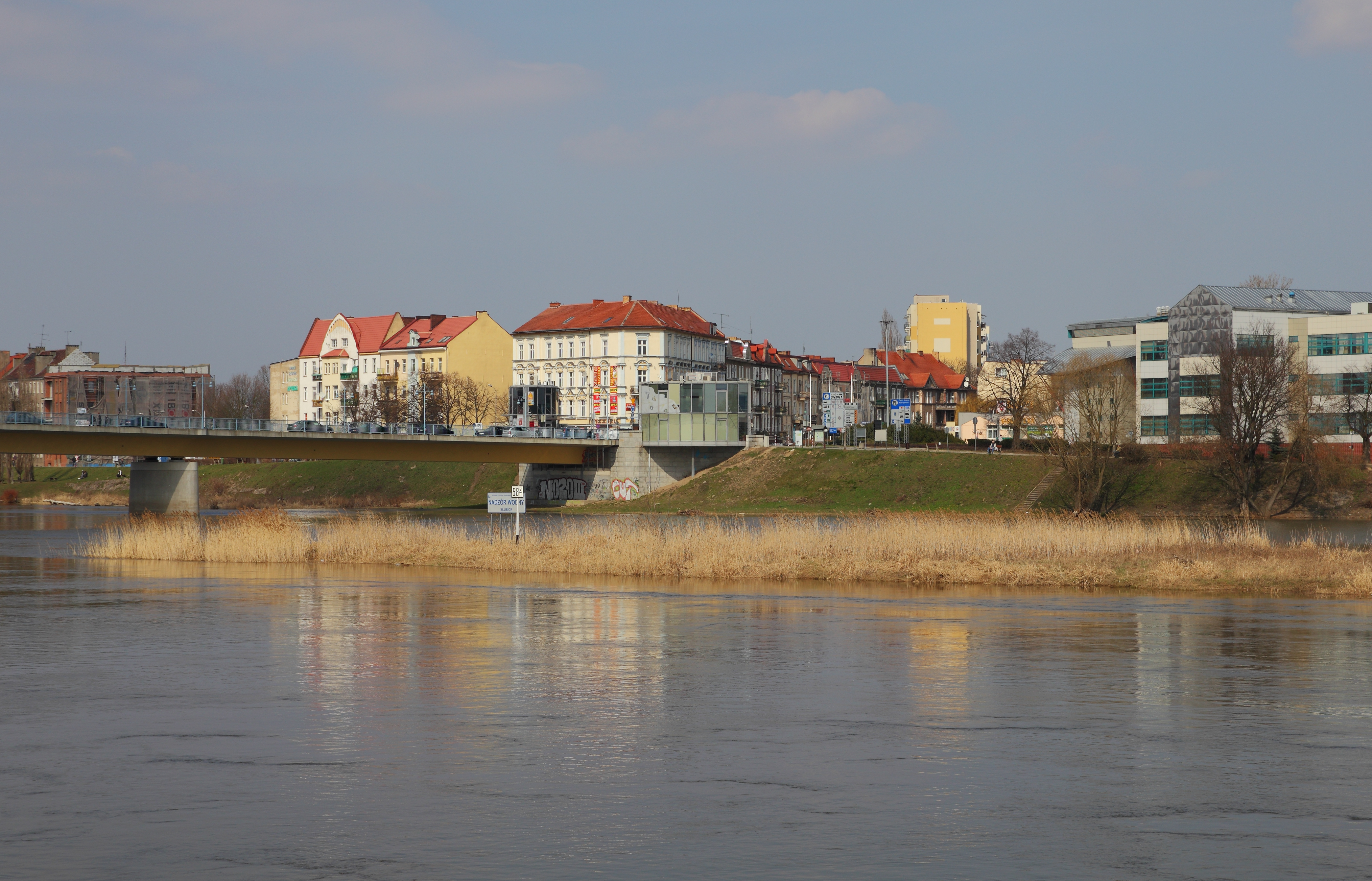
Frontiera con Słubice
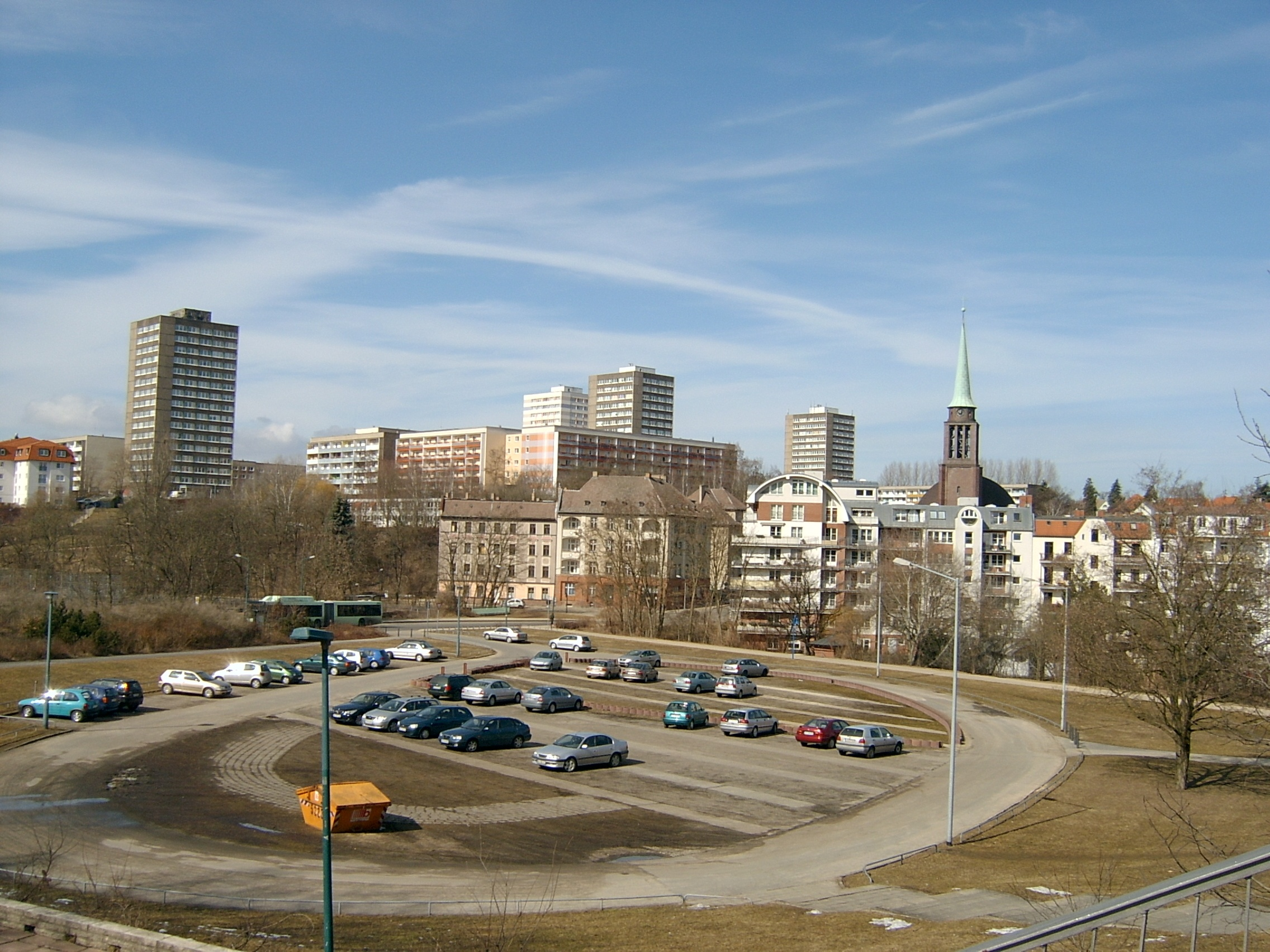
Hansa Nord